# Chikage Ōgi
Chikage Ōgi (en kanji: 扇 千景, en Hiragana: おおぎ ちかげ) (Kōbe, 10 de mayo de 1933-Tokio, 9 de marzo de 2023) fue una actriz y política japonesa.

## Biografía

### Primeros años
Nació en el año 1933 en la ciudad de Kōbe, en la Prefectura de Hyōgo, con el nombre de Hiroko Kimura (en kanji 木村 寛子) fruto del matrimonio entre Matsutarō, un empleado de bancario y su madre, Misae, quien mantenía el rol tradicional muy arraigado en esa época como ama de casa, siendo la más pequeña de un total de tres hermanas. Tanto su referente familiar como la educación a la que fue sometida, bajo estrictos roles de género tradicionales muy presentes en esa época en Japón, limitaban el futuro laboral de las mujeres y desde su infancia, Ōgi fue moldeada con esos valores y expectativas de vida. En 1945, en el marco de la Segunda Guerra Mundial, Kimura (más conocida posteriormente como Chigake) tenía 11 y 12 años cuando sufrió los múltiples bombardeos aéros de Kobe perpetrados por las Fuerzas Aéreas de Estados Unidos lazando bombas incendiarias desde bombarderos B-29 durante los días 16 y 17 de mayo de 1945, en los que fallecieron, según datos estimados por el gobierno estadounidense, 7.051 personas. Dichos bombardeos devastaron un 21% de la ciudad, unos dramáticos eventos que la marcaron y, varios años después de deshacerse de la educación inculcada, la llevarían a romper barreras en política. Antes de eso, y una finalizó la guerra, pudo acabar los estudios en el Instituto de Secundaria Hyogo Kobe en 1952. Con altas calificaciones, aspiró poder entrar a la Universidad de Kōbe para estudiar arquitectura, pero su padre, muy aferrado a los roles tradicionales de género, lo desaprobó frontalmente y no le pagó la matrícula de inscripción para evitar que fuera a esta universidad, puesto puesto que se trataba de una institución de género mixto, con chicos y chicas mezclados. Su padre, Matsutarō, mostrando su temor a que no pudiera llegar a ser una buena esposa, quería que su hija pequeña fuera a una institución femenina donde, en esa época, enseñaban y preparaban a las mujeres cómo ser madres y amas de casa.

### Etapa artística: Takarazuka Revue (1952-1957)
Después de terminar sus estudios de secundaria y ver frustradas sus intenciones de estudiar en la universidad de Kobe por la oposición de su padre, llegando a negarse a pagarle la matrícula a menos que se tratara de una universidad de mujeres para que la prepararan para trabajar como secretaria y así, ser ama de casa, era algo que ella no contemplaba y, en un acto de rebeldía contra su progenitor, siguiendo los consejos de una amiga, presentó una solicitud de admisión a escondidas para la "Escuela de Música Takarazuka", un paso previo indispensable para poder optar a formar parte de la compañía femenina Takarazuka Revue. A pesar de que nunca había pensado en actuar profesionalmente y estaban lejos de sus expectativas iniciales, no empezaba de cero puesto que cuando estaba estudiando en el instituto, en la elección de grupos de actividades, se había apuntado a teatro y, juntamente con las clases de música en el mismo instituto, estas habilidades adquiridas le sirvieron para poder pasar las pruebas de acceso a la Escuela de Música Takarazuka, siendo aceptada para cursar los estudios de arte dramático y baile. Su padre, Matsutarō, al enterarse le disgustó saber que había pedido esta solicitud a pesar de saber que la habían aceptado, no obstante, pudo empezar sus estudios ahí y dos años después, los terminó siendo la 4 mejor de la promoción. Una de las principales motivaciones para convertirse en bailarina de Takarazuka Revue, fue la el sueldo que tenían estos artistas, que sin ser muy altos, sí que permitían la oportunidad de poder independizarse de su familia y poder empezar a tener el control de su vida. 

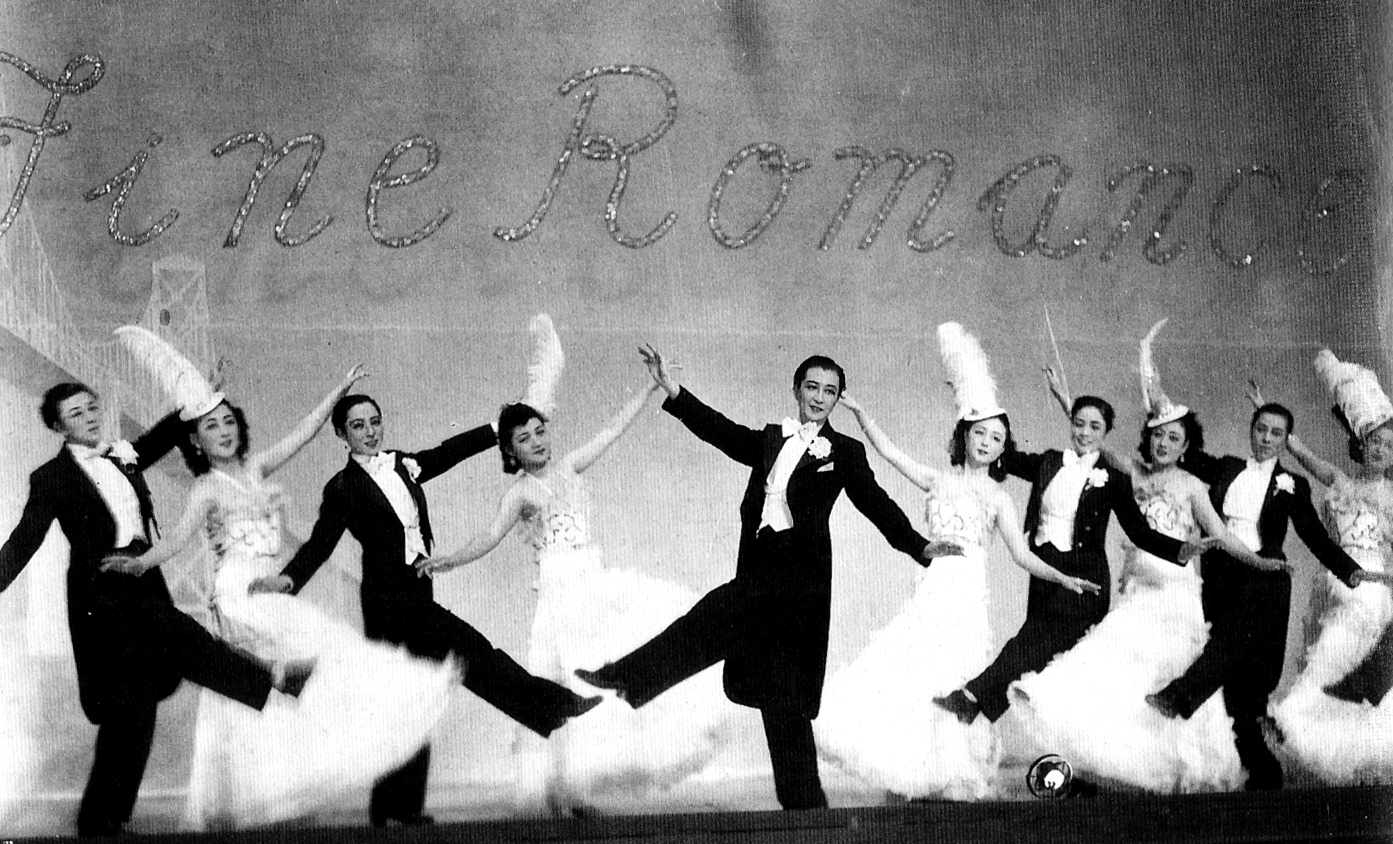
Artistas de Takarazuka Revue representación de la obra Fine Romance, donde se puede observar el uso de papeles masculinos representados por mujeres (Otokoyaku).

El grupo de baile de la compañía tiene distintos niveles en función de la calidad y experiencia de cada artista, así como del papel que desempeña. A las mejores, las estrellas de la compañía, les dan los papeles más complejos, que son los de representar a hombres y niñas, conocidas como Otokoyaku (literalmente, papel masculino) y Musumeyaku (literlamente, papel de hija). El más codiciado entre las artistas es el de Otokoyaku, puesto que les servía para lucir mejor sus habilidades artísticas, modulación de voz y gesticulación y al final, eran las que usualmente llegaban a ser estrellas de primer nivel. En esta época, fue cuando pasó a adoptar el nombre artístico Chikage Ōgi y por el cual, ya sería siempre recordada, incluyendo durante su futura y extensa etapa política. Dentro del grupo de artistas de Takarazuka, fue designada como una artista Musumeyaku (rol de hija), teniendo que llegar a niveles de soprano y adoptar una vocalización anormalmente alta y exagerada. Paralelamente, en 1954 participó en su primera película, producida por el estudio Tōhō, Kaiketsu taka, una versión de la original de un film original de espadachines de 1924, dando vida al personaje Misuzu. En 1957 dejó de trabajar para esta compañía y empezó a centrase en su carrera como artista en solitario.

### Etapa artística: post Takarazuka Revue (1957-1975)

#### Cine
Durante los años venideros, actuó en varias películas y series de televisión. Estuvo especialmente activa en la década de los años 50, donde obtuvo papeles de distinta índole haciendo hincapié en géneros dramáticos e historias de suspense y, debido a su trayectoria y en Takarazuka Revue, la encasillaron bastante en roles femeninos jóvenes, trabajando en su mayor parte para la productora japonesa Tōhō y, en menor medida, para Toei. En 1958 se casó con un reputado actor de kabuki de Japón, Hirotarō Hayashi, más conocido por su nombre artístico Sakata Tōjūrō IV, hijo de una estirpe de actores de artistas y considerado como un Tesoro Nacional Viviente por el gobierno japonés. Al casarse, adoptó legalmente el apellido de su marido, pasando a llamarse Hiroko Hayasi, pero siguió usando el nombre artístico de Chikage Ōgi para la vida pública y profesional. Un año más tarde tuvo su primer hijo, Satoshitaro Hayashi y al año siguiente, su segundo hijo, Kotaro Hayashi, quienes ambos seguirían la tradición y buena reputación heredada del clan familiar por parte paterna, siendo también actores de Kabuki bajo los nombres artísticos de Ganjirō Nakamura IV y Senjaku Nakamura III respectivamente. A partir de ese punto, su ritmo de participaciones en el cine bajó mucho, centrándose más en los dramas japoneses, anuncios de televisión y algunos programas.
- 1954:
  - Kaiketsu taka
  - Teru hi kumoru hi
  - Iwamijūtarō kessen Amanohashidate
- 1955:
  - Hatsukoi warutsu
  - Umon Torimonocho
  - Umi no ko Ōgi Dai
  - On'na no gakkō
  - Fukushū jōrurizaka
- 1956:
  - Gonpachi Shirai
  - Anba tengu goyō-tō ihen
  - Koisu gata kitsune goten
  - Hayate! Anba tengu
  - Hakoiri musume to bantō
  - Achako gyōjō-ki yometori shiken
  - Otoko no hanamichi
  - Ohatsu no katakoi
- 1957:
  - Sanjūrokunin no jōkyaku
  - Ujō
  - Bibō no miyako
  - Kingorō junjō nikki chin yūkyōden
  - Kingorō junjō nikki hatsukoi shachō
  - Tenten musume
- 1958:
  - Mikkoku-sha wa dare ka
  - Zokuzoku sararīman shusse taikō-ki
  - Zoku chakkiri Kinta
  - Chakkiri Kinta
  - Ōwarai torimono jō
  - Tōkyō no kyūjitsu
  - Zoku shachōsandaiki
  - Shachōsandaiki
- 1962
  - Gotham Hachishu Seki
  - Sanroku
- 1963:
  - Oane-chan san dki
- 1966:
  - Shōwazankyōden ippiōkami
  - Yūkyōitsuyo
- 1968:
  - Kamigami no Fukaki Yokubō
  - Burai hijō
- 1971
  - Kigeki omedetai yatsu
  - Fuji keiko waga uta no aru kagiri

#### Series
Al inicio compaginó su trabajo como actriz de cine con papeles cortos en televisión, hasta que después del nacimiento de sus dos hijos, Ōgi cada vez participó más en la televisión y menos en cine. La mayor parte de series y programas televisivos en los que participó fueron en las cadenas Fuji TV, Yomiuri TV, Tōkai TV, Tokyo Broadcasting System Television y NHK. Además de tener papeles en dramas japoneses, su última época como artista destacó por su participación en varios programas televisivos, especialmente por copresentar el programa "Sanjinoanata" (Usted a las 3 en punto) desde 1971 hasta 1977 junto con otros famosos importantes de la época como Mieko Takamine, Mitsuko Mori, Sumiko Fuji, Yoshiko Otaka, Yoshiko Kuga, Yoko Tsukasa, Yoshiko Mita y Meiko Nakamura entre otras. Esta etapa en los platós de televisión le dieron más popularidad, ampliando así el número de gente que la seguía y daba soporte, hecho que posteriormente sería clave.
- 1959
  - Kimi wa ima nani o mitsumete iru
- 1969
  - Bonchi.
- 1963
  - Kyōkatsu-sha.
  - Nihon eiga meisaku dorama ryōjū.
- 1964
  - Nissan sutā gekijō doko e.
  - Fūsetsu dai 5-kai.
  - Tokugawa ieyasu
- 1965
  - Tokugawa ieyasu (1964-1965).
  - Renzoku terebi shōsetsu tamayura(1965-1966).
  - Zoku atchan (1965-1966).
- 1966
  - Shingo jū-ban shōbu.
  - Naruto hichō
- 1967
  - Senba (1967-1968)
  - Gozonji kara su dō
  - Ōoku
  - Hana wa chiru ran
  - Tsuma to on'na no aida
  - Danshun
- 1971
  - Fuyu monogatari (1972-1973)
- 1972
  - Kogarashi Monjiro 
  - Kaidan
  - Shinban tōhan to detchi don
- 1973
  - Doterai otoko (1973-1977)
  - Hyakunenme no koi (1973-1974)
- 1975
  - Ikeda daisuke torimono nikki (1974-1975)

### Etapa política (1974-2007)

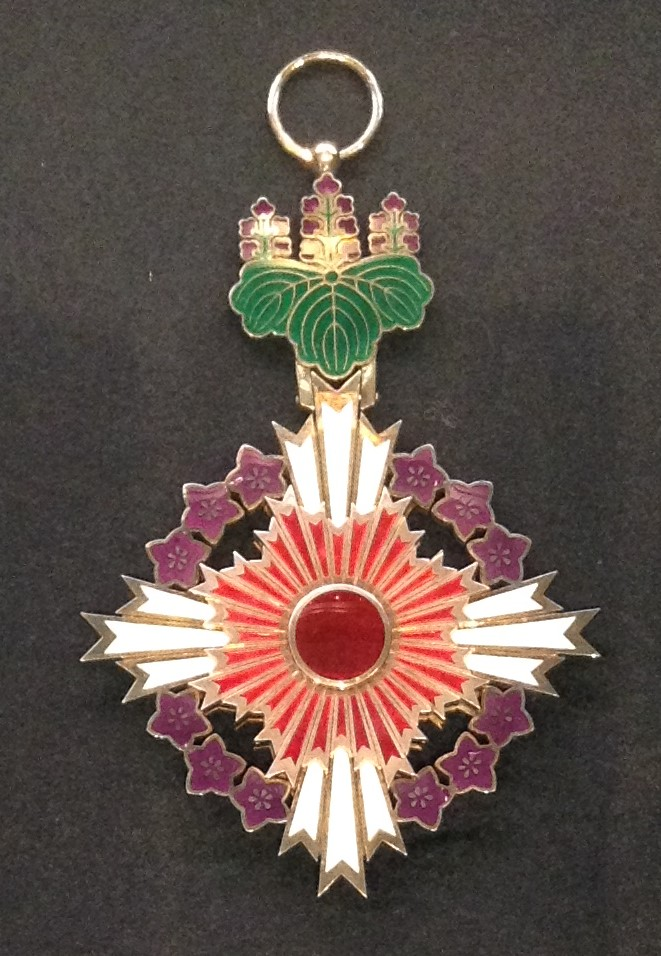
Ejemplo de la Orden de las Flores de Paulownia, como el entregado a Chikage Ōgi por su labor política.

Chikage Ōgi logró romper muchas barreras en política gracias a su decisión y ambición personal, logrando ser la primera mujer que lograba llegar a puestos políticos de primera línea y reconocimientos que antes nunca habían sido dados a ninguna mujer. El acceso de las mujeres a la esfera política en Japón, sobre todo en la época en la que se inició en este mundo, se veía muy limitado por restricciones que perpetuaban las funciones las mujeres principalmente a cargos inferiores o como amas de casa, y que Ōgi ya vivió en sus primeros años de vida en su propia familia, especialmente, con padre, intentando que siguiera ese modelo de vida que se vio muy fortalecido desde la postguerra en la que el hombre realizaba una acción productiva fuera del hogar, mientras que la mujer ejercía la acción reproductiva y de llevar el hogar y los hijos. El mundo de la política era muy dominado por los hombres y la presencia de mujeres se veía como una novedad nada agradable por un amplio sector político principalmente, para seguir manteniendo el poder, situando a las mujeres en una importante desventaja debido a la limitación el acceso de cargos más importantes. 
En 1974 vio su gran oportunidad de adentrarse a ese mundo gracias al apoyo de su amigo Takeo Fukuda, y quien finalmente llegaría a ser primer ministro japonés, sabiendo también que con Ōgi, también arrastraría a muchos votantes que la conocían y seguían por su etapa artística. Este fue el inicio de una larga carrera política de más de 30 años. En 1977 fue nombrada como Cámara de Consejeros de Japón representando al partido liberal Jiyū Minshutō, grupo que abandonó en 1994. En el año 2000, fundó el partido Hoshu Shintō con distintos miembros de otros partidos y, aunque llegaría a obtener cargos de importancia, el proyecto del nuevo partido terminaría fracasando, volviendo a unirse al partido liberal Jiyū Minshutō, con el que llegó a ser nombrada Ministra de Construcción y Ministra de Transporte, de la mano del gobierno del liberal de Yoshirō Mori, una etapa que empezó con la crisis de las erupciones volcánicas que se sucedieron en la isla de Miyakejima, ubicada al sureste de Japón, ya mu castigada por emanaciones puntuales de gases anteriores y algunas erupciones, Ōgi ordenó la evacuación de la isla. Durante su trayectoria política, fue una defensora de la modificación de la Constitución de Japón, redactada en 1947 durante la postguerra, en pro de una redacción menos complexa, menos ambigua y adaptada a los cambios que ha vivido Japón desde la miseria de postguerra hasta la prosperidad del sigo XXI. Al año de estar en el cargo, se produjo una de las mayores reformas de estructura del gobierno japonés, eliminando ministerios históricos y creando otros de nuevos que pasarían a tener más competencias. Ōgi fue nombrada como primera Ministra de Tierra, Infraestructura, Transporte y Turismo de Japón, la primera a estrenar ese nuevo cargo que aglutinaba competencias de varios ministerios que antes estaban separados. Este cargo lo ostentó hasta el 22 de septiembre de 2003. 
Durante su mandato, Ōgi se mostró a favor de seguir apostando por la internacionalización y mejora del principal aeropuerto del país. el Aeropuerto Internacional de Narita, con la creación de nuevas vías que conectasen con la capital para reducir la frecuencia de los trenes, a la vez que avivaba la polémica devolución del estatus de aeropuerto internacional al aeropuerto de Haneda, que antes de las obras de mejora del aeropuerto de Narita y su internacionalización lo era, pero poco a poco, Haneda terminó operando un tráfico aéreo primordialmente doméstico, hecho que por otra parte, conllevó a la congestión paulatina del aeropuerto de Narita a pesar de las ampliaciones realizadas. La inversión prevista por Ōgi para volver a hacer atractivo el aeropuerto de Haneda tuvo críticas por parte de algunos sectores de vecinos cercanos a ese aeropuerto al no querer que volvieran a aumentar el tráfico cerca de sus hogares como antes.
En 2004 y con 71 años cumplidos, se erigió como la primera mujer en la historia de Japón que llegó a liderar la Cámara de Consejeros con un apoyo mayoritario del partido conservador Jiyū Minshutō, a pesar de que hubo un sector que lo desaprobó recordando que había dejado ese partido en el 94. Frutos de las buenas relaciones que tuvo con el gobierno de Corea del Sur al trabajar conjuntamente en proyectos de interés común como fortalecer las comunicaciones entre ambos países, especialmente, durante los preparativos de infraestructuras y comunicaciones entre ambos países para preparar la celebración de Copa Mundial de Fútbol de 2002, en 2005 el gobierno surcoreano le concedió la Medalla del Orden de la Luz de la Amistad. Ōgi también estrechó los lazos con el gobierno chino visitando después de 5 años de fuertes tensiones entre ambas partas, calificados como unos años difíciles según el presidente Hu Jintao y firmando un Memorándum de entendimiento con el presidente de la Asamblea Popular Nacional de China, Wu Bangguo.
Finalizó su carrera política en mayo de 2007, cuando Ōgi anunció su retirada de la escena pública. En 2010, el gobierno japonés le concedió la una de las máximas distinciones nacionales, el Orden de las Flores de Paulownia, otorgada a individuos con años de logros sobresalientes en sus profesiones, particularmente en la vida pública y política, y por primera vez desde la creación de este prestigioso galardón creado en 1888, durante la Restauración Meiji, por primera vez en la historia se otorgó a una mujer.
| Predecesor: Masaaki Nakayama | 69.ª Ministra de Construcción 2000-2001                                         | Sucesor: (dejó de existir) |
| Predecesor: Hajime Morita    | 78.ª Ministra de Transporte 2000-2001                                           | Sucesor: (dejó de existir) |
| Predecesor: (ninguno)        | 1ª Ministra de Tierra, Infraestructura, Transporte y Turismo de Japón 2001-2003 | Sucesor: Nobuteru Ishihara |
| Predecesor: Hiroyuki Kurata  | 23ª Presidenta de la Cambra del Consejo 2004-2007                               | Sucesor: Satsuki Eda       |

## Galardones
- 2003: Orden del Sol Naciente (Japón).
- 2005: Orden de la Luz de la Amistad (Corea del Sur).[14]
- 2008: Orden de la Estrella Brillante (Taiwán).
- 2010: Orden de las Flores de Paulownia (Japón).[17]